# Žofie Tschakertová
Žofie Tschakertová (* 19. dubna 1932) byla česká a československá politička a bezpartijní poslankyně Sněmovny lidu Federálního shromáždění za normalizace.

## Biografie
K roku 1971 se profesně uvádí jako dělnice. Ve volbách roku 1971 zasedla do Sněmovny lidu (volební obvod č. 67 – Teplice-jih, Severočeský kraj).Ve FS setrvala do konce funkčního období, tedy do voleb roku 1976.